# Enedwaith

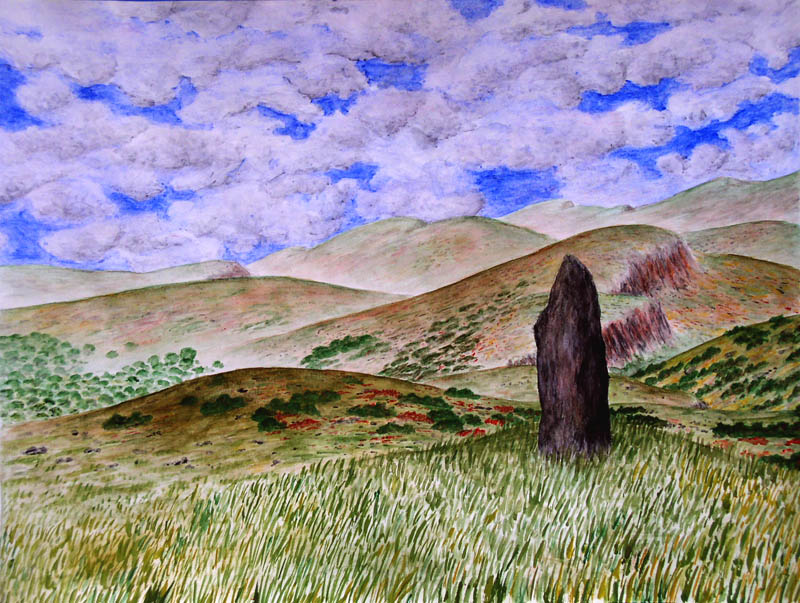
Representación de Enedwaith.

En el universo ficticio de J. R. R. Tolkien, Enedwaith (o Enedhwaith) era una región del Noroeste de la Tierra Media. Ubicada al sur de Eriador, sus fronteras estaban definidas en el Norte por el río Glanduin, al este por las Tierras Brunas y el río Isen, al oeste por el río Gwathló y al sur el Belegaer.
Su nombre es sindarin y puede traducirse como «región central», compuesto por la palabra _"Enedh"_ que significa «mitad» o «central»; raíz ÉNED, NÉD, y _"Waith"_, que significa «pueblo» o «región», raíz WEG. 
Durante la Primera y la temprana Segunda Edad del Sol, Enedwaith configuraba una profunda zona boscosa, especialmente al este del río Gwathló. Pero a finales de la Segunda Edad y por la tala indiscriminada de árboles, se había convertido en una gran llanura, que tendía a elevarse hacia el Sur a medida que se acercaba a las Montañas Blancas y hacia el Oeste cuando se acercaba a las Montañas Nubladas. En cambio en la confluencia de los ríos Glanduin y Mitheithel (en su frontera norte), la región se hundía en bajíos pantanosos, que los elfos conocían como Nîn-in-Eilph.
Desde la Primera Edad del Sol la región estuvo habitada por un pueblo descendiente de la Tercera Casa de los Edain, los haladin, conocidos por los Númenóreanos como Gwathuirim o «pueblo del río de las sombras», por vivir, en su mayoría, en los extensos bosques de la región. También habitaron en la zona sur, especialmente en las zonas pantanosas de las desembocaduras del Isen y del Agua Gris, otro pueblo, descendientes de los drúedain, de los que los hombres púkel de El Sagrario eran parientes. 
Tras la llegada de Aldarion el Navegante, hacia el séptimo siglo de la Segunda Edad, y la colonización de esa parte de la Tierra Media, con la instalación del puerto de Lond Daer y la fundación de Tharbad; la región sufrió un proceso de deforestación extensiva, dada la necesidad de los Númenóreanos de madera para la construcción de barcos. Esta situación empujó a los Gwatuhirrim a enfrentarse a los dúnedain de Númenor y a participar como aliados de Sauron en las guerras de mediados de la Segunda Edad. Con la derrota del Señor Oscuro, los sobrevivientes de este pueblo fueron empujados a vivir en las Tierras Brunas y más tarde se los conoció como dunlendinos. Mientras que los pueblos de pescadores de origen Drúedain, se trasladaron a vivir en las Montañas Blancas, junto con otros remanentes que ya vivían en éstas, o a los bosques del cabo Eryn Vorn.
Luego del año 3320 S. E., Enedwaith conformó la más septentrional de las fronteras de Gondor, al menos de forma oficial. Sin embargo, Luego de la Gran Plaga en el 1636 T. E., la autoridad de Gondor a lo largo de la región disminuyó considerablemente. Y en el año 2510 T. E. toda la región fue cedida a Rohan tras el acuerdo de Cirion y Eorl, aunque los rohirrim nunca tuvieron el control total de la misma
Finalmente Tharbad, originalmente una de las dos antiguas ciudades del Gwathló, y la única que sobrevivió más allá de los albores de la Tercera Edad del Sol, fue abandonada tras las devastadoras inundaciones que siguieron al Invierno Cruel de 2912 T. E.